# 麥迪遜 (阿肯色州)
麥迪遜（英語：Madison）是一個位於美國阿肯色州聖弗朗西斯縣的城市。

## 地理
麥迪遜的座標為35°00′49″N 90°43′37″W / 35.01361°N 90.72694°W，而該地的平均海拔高度為64米（即210英尺）。

## 人口
根據2020年美國人口普查的數據，麥迪遜的面積為6.61平方千米，當中陸地面積為6.43平方千米，而水域面積為0.18平方千米。當地共有人口759人，而人口密度為每平方千米116人。